# Västerhavet

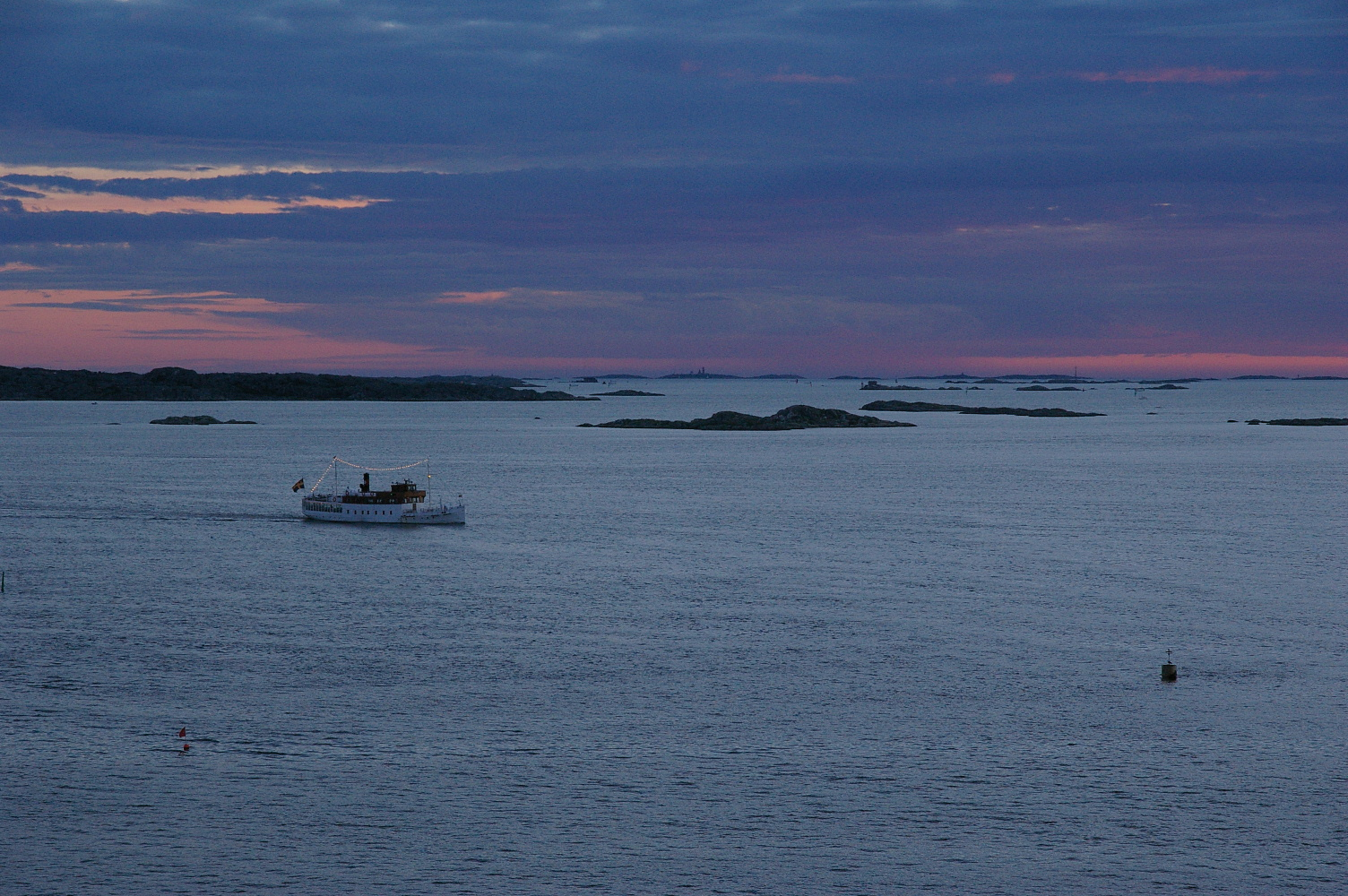
Kattegatt, en del av det s.k. Västerhavet, sett från Vinga fyr i september 2007.

Västerhavet är ett namn för havet vid Sveriges västkust och omfattar med sin vanligaste definition Skagerrak, Kattegatt och Öresund. Ibland exkluderas Öresund, men ibland inräknas även Nordsjön, Stora och Lilla Bält samt Limfjorden. Dessa havsområden, vikar och sund har sinsemellan klart särskiljande förhållanden beträffande ekosystem, miljöproblem, väderlek, fiske och sjöfart.
Skagerraks gräns mot Nordsjön går mellan Hanstholm i Jylland och Lindesnes på Sørlandet. Gränsen mellan Skagerrak och Kattegatt går mellan danska Skagens norra udde och Pater Nosterskären sydväst om Tjörn i Bohuslän. Linjen mellan Gilbjerg hoved på Själland och Kullen i Skåne, bildar Kattegatts avgränsning mot Öresund.
Den svenska benämningen Västerhavet ska ej förväxlas med Vesterhavet, som är det danska namnet på Nordsjön. Ibland menas med Vesterhavet endast den del av Nordsjön som ligger närmast Jyllands kust.